# Chú thỏ cụt tai
Chú thỏ cụt tai (Tên tiếng Đức: Keinohrhasen, dịch thô: Thỏ không có tai), là một phim hài tình cảm phát hành năm 2007, kịch bản được viết và sản xuất bởi Til Schweiger. Đồng tác giả kịch bản là Anika Decker, với diễn viên chính là Nora Tschirner và anh ấy.
Được sản xuất bởi Barefoot Films và Warner Bros., phim ra mắt tại Đức ngày 20 tháng 12 năm 2007, và được hưởng ứng mạnh tại các phòng chiếu, với tổng doanh thu $74.000.000, chủ yếu từ các phòng chiếu nội địa. Tới ngày 20 tháng 4 năm 2008, Keinohrhasen đã đạt tới người xem thứ 6 triệu, đứng thứ 6 trong bảng xếp hạng các phim thành công nhất tại Đức. Bộ phim cũng được đánh giá cao bởi các nhà phê bình, bộ phim được trao giải Goldene Leinwand, một Giải Bogey, giải thưởng phim hài của Đức Bambi và nhận được một đề cử trong Giải phim châu Âu 2008.
Phim Chú thỏ cụt tai 2 (Zweiohrküken") đã được công chiếu vào ngày 3 tháng 12 năm 2009.